# Коайе
Коайе (швед. Coyet) — протестантская фамилия в Брабанте, один из представителей которой во время религиозных войн бежал в Швецию во времена правления Юхана III.
Его правнук Пётр Юлий Коайе, известный шведский дипломат (1618—1677). Участвовал в заключении мирных договоров с Данией (1658 и 1660), а также в переговорах о примирении Англии с Голландией на мирном конгрессе в Бреде.
Его внук, Густав Вильгельм Коайе (1678—1730), участвовал в переговорах с Россией на Аланде. В 1722 году вместе с датским дипломатом Павлом Юэлем составил проект вторжения русской армии в Норвегию и захвата русским флотом Исландии и Гренландии. Норвегия должна была отпасть от Дании и, вместе с названными островами, быть уступлена Карлу-Фридриху Голштинскому (супругу Анны Петровны). Проект был раскрыт, Юэль казнён, а Коайе закончил жизнь в заключении.
Карл Фридрих (1768—1857) принимал в 1808—1809 годах участие в войне с Россией. При отступлении из Выборгского залива был взят в плен русскими.
Генриетта Коайе (1859—1941) — шведская баронесса, деятель культуры.